# Shaun Higgerson
Shaun Higgerson (* 27. Dezember 1984) ist ein ehemaliger australischer Radrennfahrer.
Shaun Higgerson begann seine Karriere 2005 bei dem Radsport-Team MG XPower-Bigpond. In seinem ersten Jahr gewann er eine Etappe der Tour of Tasmania und entschied auch die Gesamtwertung für sich entscheiden. Ab 2006 fuhr er für das australische Continental Team Southaustralia.com-AIS. Im selben Jahr wurde er australischer Zeitfahrmeister der U23-Klasse. 2008 beendete er seine Radsportlaufbahn.

## Erfolge
2005
- eine Etappe New Zealand Cycle Classic
- eine Etappe Tour de Korea
- Gesamtwertung und eine Etappe Tasmanien-Rundfahrt

2006
- Australischer Meister – Einzelzeitfahren (U23)

## Teams
- 2005 MG XPower-Bigpond
- 2006 Southaustralia.com-AIS
- 2007 Southaustralia.com-AIS
- 2008 FRF Couriers-NSWIS (bis 30.09.)